# 琉球の風 (NHK大河ドラマ)
『琉球の風 DRAGON SPIRIT』（りゅうきゅうのかぜ ドラゴン スピリット）は、1993年1月10日から6月13日まで放送された31作目のNHK大河ドラマ。主演は東山紀之。
16世紀末から17世紀初頭、琉球王国が薩摩藩島津氏により支配されていく時代の人々を描いた。また、大河ドラマ唯一の半年作品でもある。

## 概要
16世紀末、激動の東アジアにおいて朝鮮、ベトナムなどと同様、独立を保った琉球王国。慶長14年（1609年）、薩摩藩の琉球侵攻により侵略支配され属国になるものの、独自の歴史と文化に誇りを持ち続けた。主流の歴史観では顧みられなかった悲哀の歴史を描く大河ドラマ第1弾（第2弾は次作の東北蝦夷を描く『炎立つ』）。
尾上菊五郎・富司純子夫妻を第4作目の『源義経』以来27年ぶりに共演させたり、初めて沖縄県を舞台とするなど新しい試みが見られた。
また、初回放送分ではオープニングタイトルがその後通常使用されたものと異なりドラマのダイジェストとなったほか、クレジットも横書きで表記された。最終回本編終了後の「美海（ちゅらうみ）紀行」のコーナーでは、首里城に施された螺鈿細工（らでんざいく）についてのエピソードを紹介し、同じく螺鈿細工の施された中尊寺の話題に触れ、そこから次作『炎立つ』の予告に繋げるというハイパーリンク的な演出がなされた。
地元の沖縄県では、放映が終了した翌年の1994年2月10日・11日に総集編を沖縄方言による吹き替え版が放映された。
オープニングテーマは谷村新司のポップス曲であり、NHK交響楽団の演奏ではない希有な作品である（他は『花の生涯』『赤穂浪士』と初期の2作品だけである。もっとも、オープニングの曲全体が歌詞つきの楽曲であるのは本作のみ）。
本放送の5年後の1997年秋から翌年3月まで、沖縄本土復帰25年を記念してNHK総合テレビで全編再放送されている。過去の大河ドラマがNHK総合テレビで再放送されることは極めて稀なケースである。
平均視聴率は17.3%、最高視聴率は24.1%。なお、地元の沖縄県では第1回の放送の視聴率が82%に達した。
NHK沖縄放送局は、2019年10月31日に発生した首里城火災を受け、これまで首里城を舞台にNHKで製作放送した番組を5夜連続再放送する企画「名作シリーズ首里城」の一環として、総集編を、2019年12月19日・20日の両日にわたり沖縄ローカルで再放送した。

## 製作体制

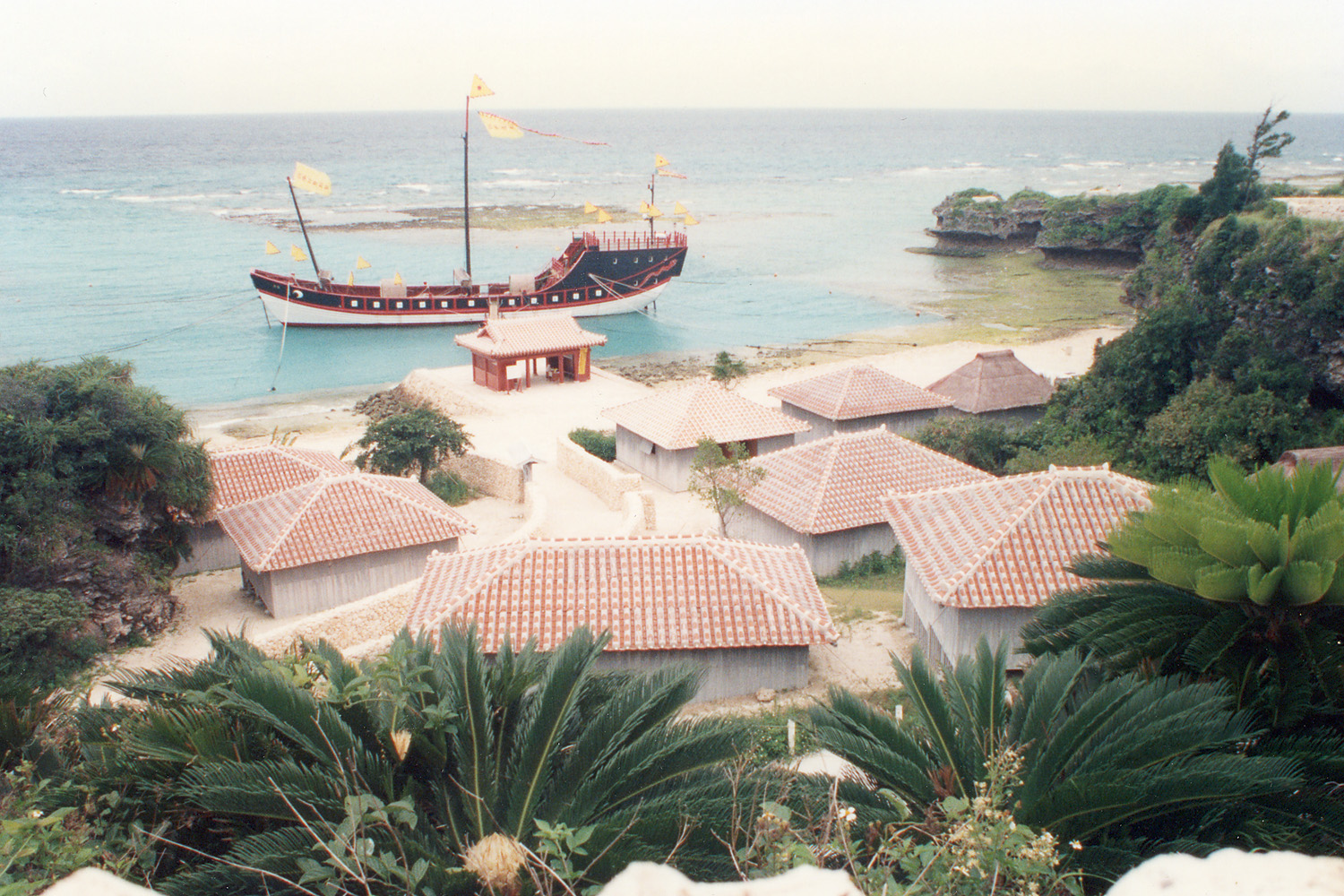
撮影に使われた読谷村のオープンセット

本作はNHK本体ではなくNHKエンタープライズ製作作品であり、外部製作だからこそ可能な大胆なメディアミックスを駆使した試みがなされた。大河ドラマの短期化を考え、『琉球の風』を1-6月、次作『炎立つ』を7-3月とした。その次の『花の乱』も4-12月だったが、『八代将軍吉宗』以降は再び1年単位に戻っている。
ロケ用オープンセットを、パーマネントセットとしても使える本格的テーマパークとして開発した。撮影に使われた読谷村のオープンセットは「南海王国 琉球の風」として展示されたが、経営悪化により1999年8月にテーマパーク「琉球体験王国 むら咲むら」にリニューアルオープンし、その後も営業している。ロケは中国ロケから始まった。

## キャスト
※登場人物の性格設定については、NHK大河ドラマストーリー及び放送当時の新聞記事を参考にした。

### 架空人物（琉球の人々）
- 啓泰(けいたい)：細山田隆人→原田優一→東山紀之（吹き替え：尹良波さゆき→仲嶺伸吾）
本作の主人公。明国に向かう密航船の中で生まれた。思わぬ事件に巻き込まれ一家離散の憂き目に遭いながらも、謝名親方らに助けられのちに琉球の発展に尽力していく。琉球王国政府の官僚に登用され、薩摩藩の統制下に置かれた琉球の平和と独立、尚寧王の救出のため奔走する。家康に目通りを許されている。
- 啓山(けいざん)：伊藤隆大→内田健一→渡部篤郎（吹き替え：藤村未央→當銘由亮）
啓泰の異父弟だが、本人はそのことを知らない。独自の琉球舞踊を編み出す。薩摩藩による琉球侵攻で羽儀を亡くしてから、薩摩藩に対する怒りと憎しみ、彼女を失った悲しみを踊りで表現するようになるが、その行動がのちに悲劇へとつながる。
渡部が大河ドラマで主人公の兄弟を演じるのはこれが初めてであるが（大河作品そのものには過去に出演経験がある）、本作のみ主人公の弟役且つ架空人物という設定（のちに、『毛利元就』と『北条時宗』に出演した際はいずれも主人公の兄且つ実在人物という設定だった）。
- 楊邦義(よう ほうぎ)：萩原健一（吹き替え：北村三郎）
啓泰の父。島津義久の御典医で、中国人の血を引く。
第1回から第3回までは、主演の啓泰（東山紀之）の出演前であったため、トップクレジットとされた。啓泰登場後はクレジットは大トメ（一番最後、いわゆる「トリ」）となる。
- 蔡真鶴（さい まづる）：小柳ルミ子（吹き替え：兼城道子）
啓泰・啓山の母。本名は少英。後に茶屋四郎次郎の妾となる。
- 阿紀（あき）：工藤あさぎ→原田知世（吹き替え：久米ひさこ）
琉球の海商の娘。本作のヒロイン。王妃に侍女として仕える。
- 羽儀（うぎ）：米澤史織→工藤夕貴（吹き替え：波夕子）
琉球の海商の娘。両親は他界している。琉球舞踊が得意で啓山とは仲が良い。後に茶屋清次の妾となるが、啓山への想いも捨てきれずにいる。
- 新垣朝永→鶴球陽：羽賀研二（吹き替え：赤嶺正一）
- 奇羅波丸（きらはまる）：宮野翔太→清水宏次朗（吹き替え：島正廣）
啓泰の友人。気性が激しい武闘派であり、琉球に侵攻し支配下に置いた薩摩藩に敵愾心を燃やし、ゲリラ的な抵抗活動を行う。
- 震天風（しん てんぷう）：ショー・コスギ（吹き替え：普久原明）
武術の達人で、啓泰の師匠。空手、トンファーなど様々な武術を使いこなす。若い頃に明国に渡り、少林寺で武術を習った経験の持ち主。謝名親方の命で動く密偵でもある。
- ケン：ケイン・コスギ
震天風に拾われた孤児で、拳法の弟子。震天風に拾われる前はイギリス人の人買いの下にいたことがあり、しばらくの間は英語をしゃべっていた。身体能力が高く、震天風に後継者として育てられる。
- 真加那：中原ひとみ
- イソバ：森光子（吹き替え：間好子）
- 高翔（こうしょう）：三木のり平（吹き替え：大宜見小太郎）
謝名親方の側近。
- 巴知羅（はちら）：間寛平（吹き替え：當間武三）
- 軍陀利（ぐんだり）：毬谷友子（吹き替え：玉城千枝子）
女拳士。子どもたちに拳法を教える。後に巴知羅と結婚する。
- ウシ：坂本スミ子（吹き替え：平良とみ）
- 武樽：小堀祐矢→佐藤和紀
- テーゲー親方：藤田敏八

### 琉球王国関係者
- 浦添王子→尚寧王：沢田研二（吹き替え：伊良波晃）
第7代琉球国王。先代・尚永王の婿養子として王位を継ぐ。尊称は「御主加那志前（ウシュガナシーメー）」。文化人肌の穏やかな人物。薩摩藩の琉球侵攻によって逮捕・連行され、江戸の将軍秀忠に引見させられるなど屈辱を味わわさせられる。
- 尚寧王妃：小島早耶→増岡優→寺島しのぶ（吹き替え：岡里子）
尚永王の長女、母は王妃。尚寧王と結婚し王妃となる。母からは幼名の「真銭金（マゼニカネ）」と呼ばれる。
- 尚永王：尾上菊五郎
第6代琉球国王。尚寧王の養父。後継ぎに恵まれなかったため、浦添王子こと尚寧を自分の長女と結婚させ後継者とした。
- 尚永王妃：富司純子（吹き替え：宮城能造）
尚寧王妃の生母。国王夫妻の後見役を務める。
- 尚豊：金山一彦
王族。王子としての名は「佐敷王子」。後継ぎのいない尚寧王の養嗣子となり、後に第8代琉球国王となる。
- 尚宏：青木海→哀川翔（吹き替え：大湾満）
尚寧王の弟。王子としての名は「具志頭王子」。王と共に捕えられ江戸へと連行されるが途中で病に倒れ、駿府で亡くなる。
- 聞得大君：佐藤太圭子
- 聞得大君：梅原万海花→友利由香
- 向朝仲：大木聡
謝名親方の娘婿。薩摩侵攻に備えて徳之島にて薩摩兵を迎え撃つように命じられる。
- 謝名思乙金：加藤久留美→水谷麻夢→瑳山ゆり
謝名親方の娘、向朝仲の妻。
- 謝名親方（じゃなうぇーかた）：江守徹（吹き替え：八木政男）
琉球王国重臣で、尚寧王の信頼厚き側近。王国の宰相にあたる三司官の一人として活躍する。薩摩藩の琉球への横やりに激しく抵抗し、琉球王国の独立を守るために奔走する。明国からの移民の子孫で、国子監（歴代中国王朝の最高学府）に留学経験を持つ親明国派。
事件によって孤児になった啓泰と啓山の親代わりをつとめただけでなく、啓泰にとって大きな影響を与えた人物でもある。
- 名護良員：大木実
- 名護親方（なごうぇーかた）：橋爪功（吹き替え：山城興松）
琉球王国重臣、三司官の一人。啓泰の母方の伯父。薩摩に対し恭順の姿勢を示しつつ王国の安定を図っていく。
- 名護良寧：太田守邦（吹き替え：小渡和道）
- 浦添親方（うらそえうぇーかた）：津嘉山正種（吹き替え：平良進）
琉球王国重臣。
- 浦添真山戸：高橋守
- 浦添真刈：飯泉篤
- 浦添百千代：又吉究（吹き替え：高宮城実人）
- 城間親方（ぐすくまうぇーかた）：山崎満
琉球王国重臣、三司官の一人。著名な書家でもある。謝名親方の政敵。
- 豊見城盛続：今福将雄
琉球王国重臣。

### 日本の人々

#### 豊臣家
- 羽柴秀吉：仲村トオル[注 2]
第1回に新しい天下人となる武将として登場、亀井玆矩にねだられて「琉球守」の称号を与える。その後は劇中には登場しないが、朝鮮出兵の際に琉球王国に島津家の与力となるように命じるなど琉球に圧迫を加える存在として描かれる。
- 高台院：柾木良子→田中燁子
秀吉の正室。中国大返しを敢行して姫路城に戻って来た秀吉を激励する。
- 豊臣秀頼：田中哲也
豊臣家2代当主、秀吉の子。
- 加藤清正：大嶋光幸
- 亀井茲矩：ポール牧
秀吉の家臣。秀吉に「琉球守」の称号を褒美として欲しいと言い出す。

#### 島津家
- 島津義久：室田日出男
島津家16代当主。甥の忠恒に当主の座を譲った隠居の身分ながら実権を握っている。琉球に深い関心を寄せ影響力を行使し琉球の人々にとっては恐るべき存在だが、一方で義久自身は家康の存在を恐れている。やがて病に倒れ家康の巨大な影に怯えつつ、それでも琉球における薩摩の権益を徳川幕府から守り抜くように遺言して亡くなる。
- 島津忠恒：竪山博之
島津家18代当主で薩摩藩初代藩主。義久の甥で娘婿。琉球出兵を断行する。捕虜とした尚寧王を鶴丸城にて引見する。
- 樺山久高：若松武
島津家一門衆、薩摩藩家老。啓泰と共に駿府で家康に謁見する。
- 平田増宗：石濱朗

#### 徳川家
- 徳川家康：小林旭
秀吉亡き後の天下人。江戸幕府初代将軍、大御所。圧倒的な存在感と影響力で、琉球、さらには島津家の行く手に大きくのしかかってくる怪物的存在として描かれる。島津家に琉球出兵の命を下す一方で茶屋を通じて琉球に鉄砲を供与するなど、一筋縄ではいかない老獪な策略家ぶりを見せる。
- 徳川秀忠：岸谷五朗
家康の嫡男、江戸幕府2代将軍。江戸まで連行されてきた尚寧王と引見する。
- 茶屋四郎次郎清延：岸本功
京都の豪商。徳川家御用の呉服商・茶屋の初代。
- 茶屋四郎次郎清忠：河西健司
京都の豪商。徳川家御用の呉服商・茶屋の2代目、清延の子。
- 茶屋四郎次郎清次：筧利夫
京都の豪商。徳川家御用の呉服商・茶屋の3代目、清忠の子。江戸幕府の政商として権勢を振う。自ら琉球に渡り、自分と手を組むように啓泰に持ちかける。また羽儀を自分の妾として寵愛するなど琉球の人々に深く関わっていく。

### 明国の人々
- 夏子陽：修宗迪(シゥ・ゾンディウ)
明の皇帝から差遣された冊封の正使。尚寧王を正式な琉球国王として認定した。
- 王士禎：郭良(クォ・リャン)
冊封の副使。
- 趙参櫓：趙徳成(ザオ・ダーチェン)
- 謝汝烈：修健
明の官僚で謝名親方の友人。日本語が堪能で啓泰たちと通訳無しで話せる。明王朝の衰退を認め公言しているため、秘密警察東廠に監視されている。

### イギリスの人々
- リチャード・コックス：ケント・ギルバート
- ウィリアム・アダムズ：ジェームズ・バーカー

### その他架空の人物
- 清水半蔵：寺田農
島津家家臣。義久の側近で、邦義と共に義久の遺言を聞く。
- 清水美矢：安達祐実→土家里織
半蔵の娘。
- 清水富：永島暎子
半蔵の妻、美矢の母。
- 中原松之助：長森雅人
島津家家臣、義久の近習。琉球王国に明国との進貢貿易の再開を要求する。
- 中原弥之助：伊藤隆大

## スタッフ
- 脚本：山田信夫、水谷龍二
- 原作：陳舜臣『琉球の風』[4]
- 主題歌：『階（きざはし）』
- 挿入歌：『バサラ』
- 作詞・作曲・歌：谷村新司、編曲：星勝
- 語り：北林谷栄、平野啓子（琉球の風紀行）
- 音楽：長生淳
- 演奏：満天星楽団
- 監修：高良倉吉
- 時代考証：比嘉実、原口泉、池宮正治
- 衣装考証：小泉清子
- 琉球舞踊指導：佐藤太圭子
- 琉球音楽指導：中村司
- 所作指導：猿若清三郎
- 殺陣・武術指導：林邦史朗
- 題字：水谷勇夫
- タイトル映像：長谷川章
- 協力：沖縄県、読谷村、恩納村、那覇市、浦添市、鹿児島県坊津町、沖縄県空手道連盟、国営沖縄記念公園、中国中央電視台
- 制作：音成正人
- 美術：石村嘉孝
- 技術：上原康雄 雨海祥夫
- 音響効果：浜口淳二
- 記録・編集：野田茂子
- 撮影：白井政治
- 照明：高橋伴幸
- 音声：長倉一郎
- 映像技術：堤聖司
- 制作著作：NHK
- 共同制作：NHKエンタープライズ
- 制作統括：高沢裕之
- 制作協力：NHKアート、NHKテクニカルサービス
- 演出：吉村芳之、榎戸崇泰

## 放送
特記が無い限りNHKクロニクルのNHK番組表ヒストリーで確認。

### 通常放送時間
- NHK総合テレビジョン：毎週日曜 20時00分 - 20時45分
- NHK衛星第2テレビジョン：毎週日曜 21時15分 - 22時00分
- （再放送）NHK総合テレビジョン：毎週土曜 13時05分-13時50分[注 3]

### 放送日程
- 第1回、最終回は15分延長。

| 放送回 | 放送日  | 題                | 演出     |
| ------ | ------- | ----------------- | -------- |
| 第1回  | 1月10日 | 海の王国          | 吉村芳之 |
| 第2回  | 1月17日 | 遥かなる故国      | 吉村芳之 |
| 第3回  | 1月24日 | 父子の再会        | 吉村芳之 |
| 第4回  | 1月31日 | 若夏の恋          | 吉村芳之 |
| 第5回  | 2月7日  | 南海の密約        | 吉村芳之 |
| 第6回  | 2月14日 | 愛の女たち        | 吉村芳之 |
| 第7回  | 2月21日 | 大漂流            | 榎戸崇泰 |
| 第8回  | 2月28日 | 受難              | 榎戸崇泰 |
| 第9回  | 3月7日  | 冊封使の季節      | 吉村芳之 |
| 第10回 | 3月14日 | 女たちの戦い      | 吉村芳之 |
| 第11回 | 3月21日 | 父子の悲劇        | 吉村芳之 |
| 第12回 | 3月28日 | 前夜の嵐          | 吉村芳之 |
| 第13回 | 4月4日  | 首里城明け渡し    | 吉村芳之 |
| 第14回 | 4月11日 | 薩摩連行          | 榎戸崇泰 |
| 第15回 | 4月18日 | 江戸下り          | 榎戸崇泰 |
| 第16回 | 4月25日 | 父の愛            | 吉村芳之 |
| 第17回 | 5月2日  | 命どぅ宝          | 吉村芳之 |
| 第18回 | 5月9日  | 啓泰の結婚        | 吉村芳之 |
| 第19回 | 5月16日 | 生みの親 育ての親 | 榎戸崇泰 |
| 第20回 | 5月23日 | 羽儀の死          | 榎戸崇泰 |
| 第21回 | 5月30日 | 妻たちの王国      | 吉村芳之 |
| 第22回 | 6月6日  | 兄と弟            | 吉村芳之 |
| 最終回 | 6月13日 | 南海王国          | 吉村芳之 |

### 総集編
ともに6月20日に放送
- 第1部「海の王国」19:20-20:45
- 第2部「兄と弟」21:00-21:54

※総集編はNHKアーカイブスで視聴可能。

## メディア
放送開始から30年経った2023年4月21日に「完全版」と「総集編」のDVDが発売された。

## その他
- 当時、「琉球の風」放送時期と沖縄ブームに乗って東洋水産が「マルちゃん味の市ソース焼きそば」のCMを「琉球の風」ぽいテイストで流した。琉球王に扮した吉村明宏が、日本（といっても江戸幕府か薩摩藩どちらかは不明だが）から贈呈された壺の中に入っていた焼きそばをおいしそうに食べて「これぞおいしさのるつぼ」という落ちでしめた。それから12年後、2005年5月2日に初代「沖縄そば」を発売。